# Крумбах (приток Каммеля)
Крумбах (нем. Krumbach) — река в Германии, протекает по Швабии (земля Бавария), левый приток Каммеля. Речной индекс 11682. Площадь бассейна реки составляет 22,85 км². Длина реки 12,29 км. Высота истока 590 м. Высота устья 503 м.
Будучи косвенным правым притоком Дуная в Баварии, Крумбах является водоемом третьего порядка, начиная с муниципальной границы между муниципалитетом Вальтенхаузен и городом Крумбах (Швабия).